# Fuxing (socken i Kina, Sichuan, lat 29,94, long 103,86)
Fuxing (kinesiska: 复兴乡, 复兴) är en socken i Kina. Den ligger i provinsen Sichuan, i den sydvästra delen av landet, omkring 82 kilometer söder om provinshuvudstaden Chengdu.
Genomsnittlig årsnederbörd är 1 512 millimeter. Den regnigaste månaden är juli, med i genomsnitt 367 mm nederbörd, och den torraste är januari, med 14 mm nederbörd.